# Loi du 29 juillet 1881 sur la liberté de la presse
La loi du 29 juillet 1881 sur la liberté de la presse est une loi française, votée sous la IIIe République, qui définit les libertés et responsabilités de la presse française, imposant un cadre légal à toute publication, ainsi qu'à l'affichage public, au colportage et à la vente sur la voie publique.
Elle est souvent considérée comme le texte juridique fondateur de la liberté de la presse et de la liberté d'expression en France, inspirée par l'article 11 de la Déclaration des droits de l’homme et du citoyen du 26 août 1789. Elle est, dans le même temps, le texte qui en limite l'exercice et incrimine certains comportements, prise en réaction à la Commune de Paris, le dépôt d'un fort cautionnement comme préalable obligatoire à la parution de journaux fut rétabli. Avec l'arrivée des républicains au pouvoir en 1876, se sont engagées d'âpres négociations avec la droite, conservatrice d'un certain « ordre moral », et la presse d'opinion.
C'est pourtant avec un large soutien que la loi du 29 juillet 1881 est votée par le parlement.
Le régime de l'autorisation préalable ainsi que le cautionnement sont abolis : on passe d'un système préventif — peu libéral car fondé sur l'autorisation préalable — à un système répressif, où seuls les délits sont réprimés, sans possibilité de censure a priori. Une répression ne se manifeste qu'à travers quelques délits de presse tels que l'offense à la personne du président de la République, l'injure ou encore la diffamation. Grâce à cette loi, la presse dispose du régime le plus libéral que la France ait jamais connu.
En effet, cette loi engendre la suppression de l'autorisation préalable, du cautionnement et du timbre comme le déclare l'article 5 : « tout journal ou écrit périodique peut être publié, sans autorisation au préalable, et sans dépôt de cautionnement », ce qui réduit les lourdes charges financières dont étaient victimes les journaux et favorise l'apparition de nouvelles publications.

## Élaboration
La loi est issue d'une proposition de loi rédigée par une commission de vingt-deux députés, à savoir : Émile de Girardin, président ; Eugène Lisbonne, vice-président et rapporteur ; Lelièvre, secrétaire ; Léon Renault, Paul Maunoury, Versigny, Noirot, Hérisson, Le Vavasseur, Seignobos, Alexandre Papon, Germain Casse, Étienne Buyat, Émile Beaussire, Jean-Baptiste Ninard, Louis Agniel, Gaston Thomson, Louis Sallard, Noël Parfait, Tallon et Bouchet, membres.
Le 5 juillet 1880, Lisbonne présente le rapport de commission. La discussion s'ouvre le 24 janvier 1881. Elle se poursuit les 25 et 27. À la suite du renvoi d'amendements à la commission, Lisbonne présente, le 29, un rapport complémentaire et la discussion reprend. Elle se poursuit les 31 janvier, 1er et 5 février. Une seconde délibération a lieu les 14, 15 et 14 février. La proposition est adoptée par 444 voix contre 4.
Le 24 février, la proposition de loi, adoptée par la Chambre des députés, est transmise au Sénateur. Celui-ci le renvoie à une commission de neuf sénateurs, à savoir : Paul-Alexandre Robert de Massy, président ; Eugène Pelletan, rapporteur ; Édouard Millaud, secrétaire ; Charles Demôle, Anselme Batbie, Émile Lenoël, Édouard Lefebvre de Laboulaye, Charles Griffe et Minard, membres. Le 18 juin, Pelletan en dépose le rapport. Après avoir déclaré l'urgence, le Sénat discute la proposition les 9, 11, 15 et 16 juillet. Il adopte quelques amendements. 
Le 19 juillet, la proposition de loi, modifiée par le Sénat, est transmise à la Chambre des députés. Celle-ci déclare l'urgence. Le 21, Lisbonne présente un dernier rapport et la Chambre adopte la loi.
Le 29, le président de la République, Jules Grévy, la promulgue  par décret contresigné par Jules Ferry, président du Conseil et ministre de l'Instruction publique et des Beaux-Arts, d'une part, et Ernest Constans, ministre de l'Intérieur et des Cultes, d'autre part. Le 30, elle est publiée au Journal officiel de la République française.

## Principales dispositions

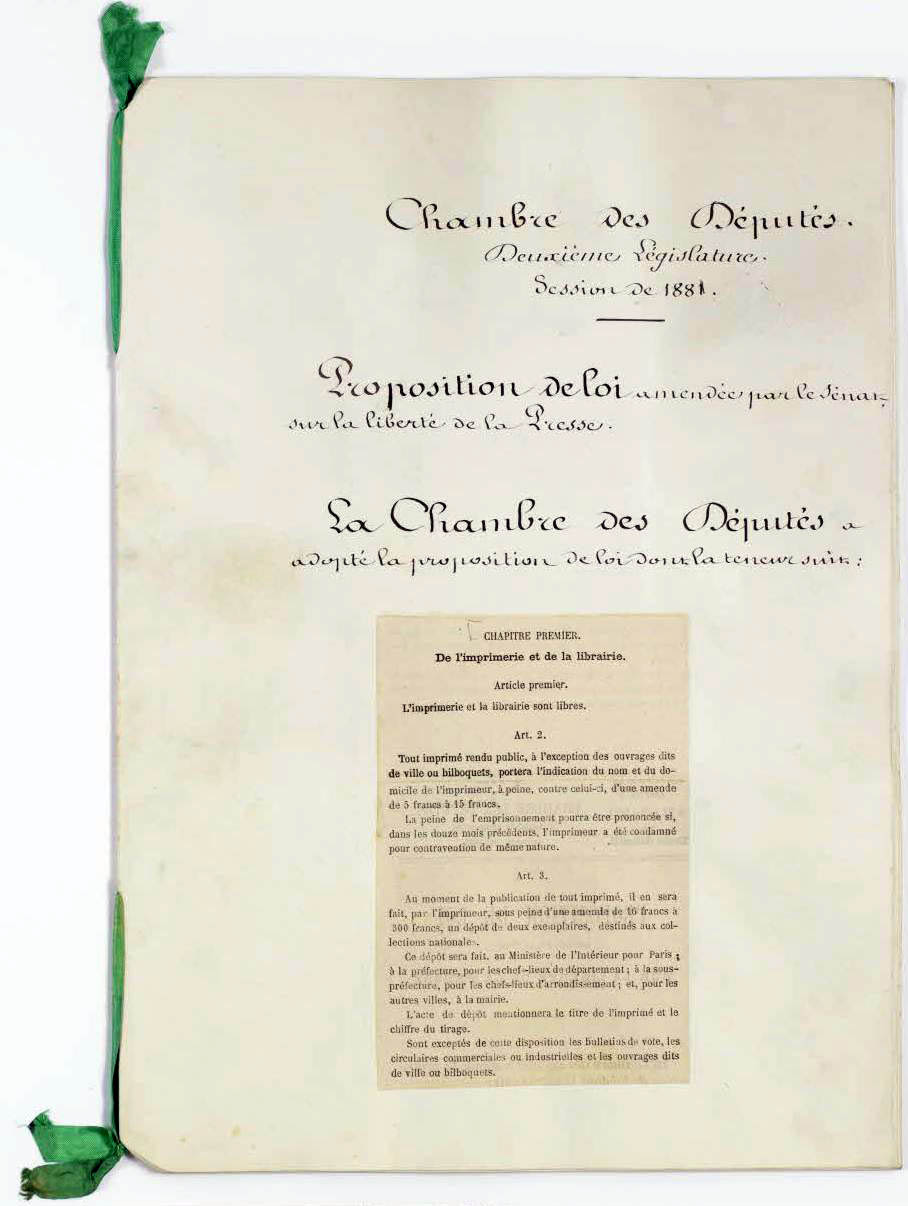
Loi sur la liberté de la presse- Archives nationales - A//1404.

### L’information préalable sur les publications
La loi admet le principe d’un contrôle répressif a posteriori des publications par l’autorité judiciaire chargée de sanctionner et de réparer les dommages causés, ce qui impose certaines formalités préalables : déclarations préalables, inscriptions et enregistrements, mentions obligatoires et dépôts obligatoires, ce qui constitue un moyen d’information préalable sur les publications.
Le respect de ces formalités s’impose aux éditeurs d’écrit, périodiques ou non. L’article 5 de la loi de 1881 énonce que « tout journal ou écrit périodique peut être publié, sans autorisation préalable ni dépôt de cautionnement, après la déclaration prescrite à l’article 7 ». La déclaration préalable de l’article 7 prévoyait : « Avant la publication de tout journal ou écrit périodique, il sera fait au parquet du procureur de la République, une déclaration contenant :
- le titre du journal ou écrit périodique et son mode de publication ;
- le nom et la demeure du directeur de la publication et, dans le cas prévu au troisième alinéa de l'article 6, du codirecteur de la publication ;
- l'indication de l'imprimerie où il doit être imprimé.

Toute mutation dans les conditions ci-dessus énumérées sera déclarée dans les cinq jours qui suivront. »
Cet article est en continuation avec la loi du 11 mai 1868, promulguée sous le Second Empire, qui permet de fonder un journal avec une simple déclaration, et non plus une autorisation.
Cet article 7 est abrogé par la loi relative à la simplification du droit et à l'allégement des démarches administratives du 22 mars 2012 (art. 99).
La loi du 1er août 1986 ajoute l’obligation de « l’ours » : un encart dans lequel figurent les mentions obligatoires sur l’identité du directeur de la publication.
Article 5 : Dans toute publication de presse, les informations suivantes doivent être portées, dans chaque numéro, à la connaissance des lecteurs :
1. Si l'entreprise éditrice n'est pas dotée de la personnalité morale, les nom et prénom du propriétaire ou du principal copropriétaire ;
2. Si l'entreprise éditrice est une personne morale, sa dénomination ou sa raison sociale, son siège social, sa forme et le nom de son représentant légal et de ses trois principaux associés ;
3. Le nom du directeur de la publication et celui du responsable de la rédaction.

### Responsabilité du directeur de publication
Le directeur de publication est responsable devant les tribunaux de l'action de ses journalistes et collaborateurs dans le journal qu'il dirige.

### Garanties procédurales
La loi du 29 juillet 1881 protège la liberté d'expression en assortissant les procédures relatives aux infractions de presse de plusieurs garanties spéciales, notamment :
- Les délais de prescription applicables aux infractions de presse sont plus courts (trois mois ou un an, selon les infractions considérées).
- La citation en justice doit préciser rigoureusement le fait reproché (quelle partie des propos est constitutive d'une infraction) et qualifier la nature de l'infraction. S'il y a erreur de qualification de la part du plaignant (par exemple, s'il allègue que le propos litigieux est injurieux alors qu'il relève en réalité de la diffamation), le juge ne peut pas requalifier et prononce un non-lieu.
- Dans plusieurs cas, notamment pour l'injure et la diffamation, la plainte de la victime est une condition préalable au déclenchement des poursuites par le parquet.
- La détention provisoire du prévenu est interdite.
- Les perquisitions sont limitées.

### Délits de presse
La loi accorde des libertés mais définit aussi ses limites pour les garantir. Il existe des délits de presse (provocation aux crimes ou aux délits : meurtre, pillage, incendie, etc.) qui instaurent des responsabilités individuelles et collectives à la fois (depuis le distributeur jusqu'à l’éditeur de publication).
- Les délits contre la chose publique : offense au président de la République abrogée depuis 2013, publication de fausses nouvelles.
- Les délits contre les personnes : atteinte à l’honneur ou à la considération d’un citoyen, etc.

Pour ces délits, la loi accorde le droit de rectification (qui deviendra le droit de réponse, défini à l'art. 13), qui protège tout citoyen mis en cause dans une publication et l’autorise à répondre.
La publication d’acte d’accusation et de procédure criminelle est interdite ainsi que le compte rendu des délibérations des juges. Les responsables, s’il y a un délit, sont les gérants et les éditeurs, sinon les auteurs et les imprimeurs, sinon les vendeurs et les distributeurs. Les auteurs peuvent être poursuivis comme complices. Les infractions pénales sont sanctionnées par la Cour d’assises, les tribunaux correctionnels ou par la simple police, tout dépend du degré de gravité : s'il s'agit d'une simple contravention (tribunal de police) , d'un délit (tribunal correctionnel) ou d'un crime (Cour d'assises).

#### Provocation
La provocation est en droit français l'incitation à commettre un acte illégal. Elle est prévue à l'article 23 (chapitre IV, paragraphe 1er) de la Loi sur la liberté de la presse, intitulé Provocation aux crimes et délits. La provocation est réprimée à l'article 24 de la dite loi.
Il existe certaines circonstances aggravantes, notamment la provocation en raison :
- de l'appartenance ou de la non-appartenance, vraie ou supposée, de la victime à une ethnie, une nation, une race ou une religion déterminée. (art. 48-1 de la loi de 1881)
- de l'orientation sexuelle de la victime (art. 48-4 de la loi de 1881)
- du handicap de la victime (art. 48-6 de la loi de 1881)

Il existe également l'aggravation lorsque les faits sont commis par le conjoint, le concubin ou le partenaire lié à la victime par un pacte civil de solidarité (art. 48-5 de la loi de 1881).
Ces dispositions ont largement évoluées depuis la loi originale. Au début, n'étaient poursuivies que les provocations à commettre certains crimes ou délits suivies d'effet, ou du moins de tentatives, mais cela a été étendu aux provocations simples (non suivies d'effets) par les « lois scélérates » de 1893, votées pour lutter contre la vague d'attentats anarchistes. L'article 24 étendit en effet cette incrimination aux provocations à des meurtres, aux pillages, à des incendies ou encore à des crimes contre la sûreté de l’État, même non suivies d'effet. Aujourd'hui, cela s'étend non seulement aux atteintes à la vie ou à l'intégrité physique, mais encore aux vols, extorsions et destructions, dégradations et détériorations volontaires dangereuses pour les personnes.

#### Diffamation
La diffamation est définie à l'article 29 de la loi du 29 juillet 1881, lequel dispose « constitue une diffamation toute allégation ou imputation d'un fait qui porte atteinte à l'honneur ou à la considération de la personne ou du corps auquel le fait est imputé ».
Il faut retenir que le fait imputé peut être réel ou non. Il existe deux moyens de défense lorsque la diffamation est établie : c'est d'une part l'exceptio veritatis et d'autre part la bonne foi.
Selon l'avocat Basile Ader, spécialiste du droit de la presse, c'est parce qu’elle est de nature pénale que la loi sur la liberté de la presse du 29 juillet 1881 est protectrice de la liberté de la presse. Elle offre en effet les garanties de la procédure pénale : prévisibilité et interprétation stricte de l’infraction de presse, oralité des débats, audition des témoins, primauté des droits de la défense, qui permet à celle-ci de faire valoir sa bonne foi.

##### Exceptio veritatis
En français : « l'exception de vérité ».
C'est le fait de rapporter la réalité des faits qui ont été retenus comme diffamatoires. L'exceptio veritatis ne peut pas toujours être rapportée. C'est notamment le cas en matière d'infraction amnistiée ou prescrite et de fait relatif à la vie privée.
La jurisprudence est très exigeante sur la preuve de l' exceptio veritatis, qui doit être certaine, étayée et articulée aux faits. Seulement 1 % des relaxes sont fondées sur l'exceptio veritatis.

##### La bonne foi
La mauvaise foi est présumée. La bonne foi se démontre par quatre critères cumulatifs, c'est-à-dire absolument indispensables :
- un but légitime ;
- l'absence d'animosité personnelle ;
- le sérieux de l'enquête préalable ;
- la prudence et la mesure dans l'expression

### Réglementation de l'affichage

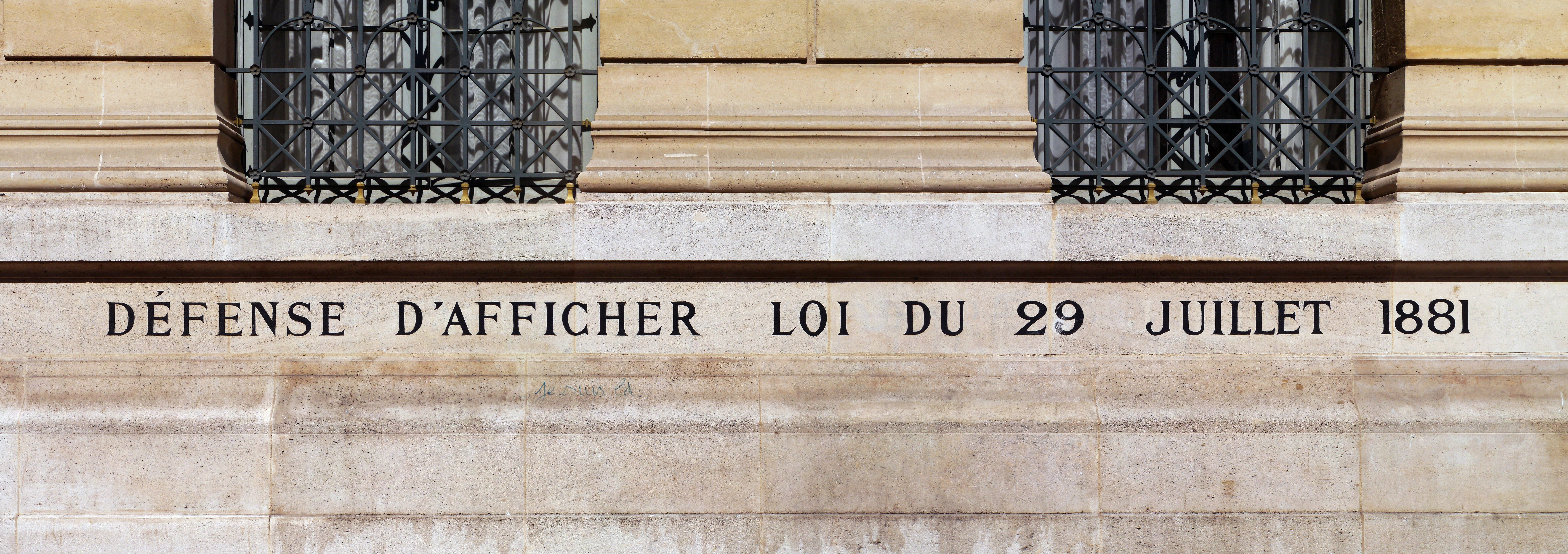
Rue de l'École-de-Médecine, à Paris.

Dans certains lieux désignés par arrêté du maire, l'affichage est réservé aux affiches des lois et autres actes des autorités publiques. Le placardage d'affiches particulières y est interdit, d'où les panneaux Défense d'afficher qui font mention de cette loi.

### Racisme
La diffamation raciste (en « raison de leur origine ou de leur appartenance à une ethnie, une nation, une race ou une religion déterminée ») constitue un délit pénal depuis le décrets-lois Marchandeau de 1939 passible « d'un emprisonnement de un mois à un an et d'une amende de 1 000 F à 1 000 000 de francs ». Depuis la réforme du Code pénal de 1994, elle est passible d'un an d'emprisonnement ou d'une amende.
La loi de 1881 a été modifiée par la loi du 1er juillet 1972 relative à la lutte contre le racisme, qui punit, entre autres, l'injure raciste et introduit à l'art. 24 de la loi de 1881 la disposition suivante :

« Ceux qui, par l'un des moyens énoncés à l'article 23, auront provoqué à la discrimination, à la haine ou à la violence l'égard d'une personne ou d'un groupe de personnes à raison de leur origine ou de leur appartenance à une ethnie, une nation, une race ou une religion déterminée, seront punis d'un emprisonnement d'un mois à un an et d'une amende de 2 000 F à 300 000 F ou de l'une de ces deux peines seulement. »

La peine prévue est aujourd'hui « d'un an d'emprisonnement et de 45 000 euros d'amende ou de l'une de ces deux peines seulement », la peine maximale d'un an ayant été introduite à l'occasion de la réforme du Code pénal en 1992.

### Contrôle des publications étrangères
Dans sa rédaction résultant d'un décret-loi du 6 mai 1939, l'article 14 de la loi jusqu'à l'abrogation du décret-loi par le décret n°2004-1044 du 4 octobre 2004, permettait, sous peine de prison et d'amende, l'interdiction par le ministre de l'intérieur de la circulation, de la distribution et de la mise en vente en France des journaux ou écrits rédigés en langue étrangère ainsi que des journaux et écrits de provenance étrangère rédigés en langue française, imprimés à l'étranger ou en France. La France a été poussée à abroger l'article 14 par la Cour européenne des droits de l'homme, statuant sur l'affaire Euskadi en guerre, qui avait été interdit de mise en vente en 1988. La cour a signalé l'inadéquation de cet article de loi avec la Convention européenne de sauvegarde des droits de l'homme et des libertés fondamentales. Dans un avis du 10 janvier 2008, le Conseil d'État a estimé « qu’en abrogeant le décret du 6 mai 1939, le Premier ministre a mis fin à l’application des dispositions issues de ce texte mais n’a pas remis en vigueur les dispositions de l’article 14 de la loi du 29 juillet 1881 dans sa rédaction initiale. »,
Le médiateur de la République avait demandé l'abrogation de ces dispositions.

### Contestations contentieuses de l'article 14 ou des interdictions
- CE, 2 novembre 1973, Librairie Maspero, N° 82590[18]: le juge exerce un contrôle de l'erreur manifeste d'appréciation sur les arrêtés d'interdiction.
- CE, 9 juillet 1997, N° 151064[19]: le pouvoir exercé par le ministre étant restreint par le respect dû à la liberté de la presse, et son exercice étant contrôlé par le juge, il ne méconnaît pas les articles 10 et 14 de la Convention européenne des droits de l'homme.
- CEDH, 17 juillet 2001[20], Association Ekin c. France, requête n° 39288/98z: violation de l'article 10 de la Convention européenne des droits de l'homme en raison d'une interdiction prononcée sur le fondement de cet article; plus généralement, la Cour est d'avis que « si la situation très particulière régnant en 1939, à la veille de la Seconde Guerre mondiale, pouvait justifier un contrôle renforcé des publications étrangères, il apparaît difficilement soutenable qu’un tel régime discriminatoire à l’encontre de ce type de publications soit toujours en vigueur. ».
- Cour administrative d'appel de Paris, 22 janvier 2002, Reynouard et Fondation européenne pour le libre examen historique, N°98PA04225[21] : annulation d'un arrêté d'interdiction, les dispositions de l'article 14 n'étant plus nécessaires au sens de l'article 10 de la Convention européenne des droits de l'homme.
- CE, 7 février 2003, n° 243634[22], GISTI: le Conseil d'État annule le refus implicite du Premier ministre d'abroger le décret-loi du 6 mai 1939 et enjoint au Premier ministre de l'abroger[23].
- CE, 12 janvier 2005, n°261736[24], GISTI: non-lieu à statuer sur la demande du GISTI de prononcer une astreinte pour assurer l'exécution de l'arrêt du 7 février 2003, le décret de 2004 ayant abrogé le décret-loi de 1939, rendant la requête sans objet.

## Autres textes complémentaires
- loi du 9 août 1849 sur l'état de siège (art. 9) ; loi du 6 août 1914 « réprimant les indiscrétions de la presse en temps de guerre » (cette loi fut appliquée pour supprimer bien plus que des informations d'ordre tactique ou stratégique, car elle visait aussi à maintenir le moral de l'arrière)
- Loi n°86-1067 du 30 septembre 1986 relative à la liberté de communication[25]
- Loi n° 82-652 du 29 juillet 1982 sur la communication audiovisuelle[26]
- Loi n° 86-897 du 1er août 1986 portant réforme du régime juridique de la presse[27]
- Loi n° 2004-575 du 21 juin 2004 pour la confiance dans l'économie numérique (et notamment son article 6-III relatif à la presse)[28]
- Loi n° 2010-1 du 4 janvier 2010 relative à la protection du secret des sources des journalistes[29]
- Décret n° 97-1065 du 20 novembre 1997 relatif à la commission paritaire des publications et agences de presse[30]
- Décret n° 2009-1340 du 29 octobre 2009 pris pour application de l'article 1er de la loi n° 86-897 du 1er août 1986 portant réforme du régime juridique de la presse[31]

## Modifications proposées à la loi en 2019 et en 2024
En 2019, le gouvernement envisage la sortie de la loi sur la liberté de la presse des infractions liées aux « propos haineux » sur internet, qui pourraient être jugées en comparution immédiate. Ses détracteurs y voient « une nouvelle bureaucratie de la censure », voire une volonté de « privatiser » le contrôle de la liberté d'expression. Adoptée en 2020  la quasi-totalité de son contenu est invalidé par le Conseil Constitutionnel.
En 2024, dans le but de réduire les manifestations de haine envers les élus, notamment sur internet, est proposé sur l'intervention de la députée Renaissance Violette Spillebout une loi contre la haine en ligne, prévoyant un allongement, de trois mois à un an, des délais de prescription en cas d’injures et de diffamation publique quand elles visent un élu ou un candidat à un mandat.

### Textes officiels
- [JORF 30 juill. 1881] Loi du 29 juillet 1881 sur la liberté de la presse, dans Journal officiel de la République française, vol. 13e an., no 206, 30 juill. 1881, part. officielle, texte no 1, p. 4201-4205.
- [BLRF 1er sept. 1881] Loi du 29 juillet 1881 sur la liberté de la presse, dans Bulletin des lois de la République française, XIIe sér., t. 23, no 637, 1er sept. 1881, part. principale, texte no 10850, p. 125-138.
- Texte de la loi (version en vigueur) sur le site Légifrance.

#### Abrogations partielles
- [L. 16 déc. 1992] Loi no 92-1336 du 16 décembre 1992 relative à l'entrée en vigueur du nouveau code pénal et à la modification de certaines dispositions de droit pénal et de procédure pénale rendue nécessaire par cette entrée en vigueur (NOR : JUSX9200040L)
- [L. 15 juin 2000] Loi no 2000-516 du 15 juin 2000 renforçant la protection de la présomption d'innocence et les droits des victimes (NOR : JUSX9800048L)
- [L. 9 mars 2004] Loi no 2004-204 du 9 mars 2004 portant adaptation de la justice aux évolutions de la criminalité (NOR : JUSX0300028L)
- [D. 4 oct. 2004] Décret no 2004-1044 du 4 octobre 2004 portant abrogation du décret-loi du 6 mai 1939 relatif au contrôle de la presse étrangère (NOR : INTD0400141D)
- [L. 9 déc. 2004] Loi no 2004-1343 du 9 décembre 2004 de simplification du droit (NOR : FPPX0400010L)
- [L. 17 mai 2011] Loi no 2011-525 du 17 mai 2011 de simplification et d'amélioration de la qualité du droit (NOR : BCRX0929142L)
- [L. 22 mars 2012] Loi no 2012-387 du 22 mars 2012 relative à la simplification du droit et à l'allégement des démarches administratives (NOR : EFIX1127393L)